# Baja Verapaz
Baja Verapaz é um dos 22 departamentos da Guatemala, país da América Central. Sua capital é a cidade de Salamá.

## Municípios
1. Cubulco
2. Santa Cruz el Chol
3. Granados
4. Purulhá
5. Rabinal
6. Salamá
7. San Jerónimo
8. San Miguel Chicaj